# Paramiagrammopes vesica
Espèce
Synonymes
- Palaeomiagrammopes vesica Wunderlich, 2008

Paramiagrammopes vesica est une espèce fossile d'araignées aranéomorphes de la famille des Uloboridae.

## Distribution
Cette espèce a été découverte dans de l'ambre de Birmanie. Elle date du Crétacé.

## Description
L'holotype mesure 1,8 mm.

## Systématique et taxinomie
Cette espèce a été décrite sous le protonyme Palaeomiagrammopes vesica par Wunderlich en 2008. Elle est placée dans le genre Paramiagrammopes par Wunderlich et Müller en 2021.

## Publication originale
- Wunderlich, 2008 : « The dominance of ancient spider families of the Araneae: Haplogyne in the Cretaceous, and the late diversification of advanced ecribellate spiders of the Entelegynae after the Cretaceous–Tertiary boundary extinction events, with descriptions of new families. » Beiträge zur Araneologie, vol. 5, p. 524–675 (en).